# W wolnym czasie
W wolnym czasie (tytuł oryginalny: Në ditët e pushimeve) – albański film fabularny z roku 1982 w reżyserii Drity Koçi-Thany i Besima Kurti.

## Opis fabuły
Grupa dzieci spędza wakacje na wybrzeżu adriatyckim. Między nimi jest Detin – chłopiec skryty i małomówny, który unika wspólnych zabaw i myśli o ucieczce. Jeden z jego kolegów próbuje mu pomóc, tak aby mógł bawić się ze wszystkimi i nie czuł się osamotniony.
Film realizowano w Durrës
.

## Obsada
- Helidon Kongo jako Detin
- Lazarin Mazreku jako Przewodnik
- Genti Mehmeti jako Goni
- Alban Mitrushi jako Alban
- Artan Pogoni jako Gjin Këlmendi
- Sokol Balla jako Luan
- Erton Boçi jako Ilir Noti
- Elvis Kaba jako Arben Ceko
- Kostandin Kazanxhi jako Gjergj Opari
- Genti Malko jako Altin
- Eno Bozgo